# (500319) 2012 RV31
(500319) 2012 RV31 es un asteroide perteneciente al cinturón de asteroides, descubierto el 25 de agosto de 2012 por el equipo del Pan-STARRS desde el Observatorio de Haleakala, Hawái, Estados Unidos.

## Designación y nombre
Designado provisionalmente como 2012 RV31.

## Características orbitales
2012 RV31 está situado a una distancia media del Sol de 3,063 ua, pudiendo alejarse hasta 3,477 ua y acercarse hasta 2,650 ua. Su excentricidad es 0,134 y la inclinación orbital 19,66 grados. Emplea 1958,78 días en completar una órbita alrededor del Sol.
Los próximos acercamientos a la órbita de Júpiter se producirán el 10 de junio de 2122 y el 9 de febrero de 2181, entre otros.

## Características físicas
La magnitud absoluta de 2012 RV31 es 16.